# 北上田駅
北上田駅（きたうえだえき）は、かつて長野県上田市に存在した上田交通真田傍陽線の駅。真田傍陽線の廃線と同時に廃駅となった。

## 概要
上田市市街地の北部に設置されたため、この駅名となった。
北上田駅は次駅の川原柳駅と同様、上田市神科地区・真田町の乗客にとって上田市街地の玄関口であった。駅舎は開業時から三角屋根のモダンな作りであり、戦後に正面玄関口が改築されてホームが増築されている。駅は貨物側線を持つ1面式のホームで、ホームは線路の南側（真田・傍陽方面に向かって右側）に位置した。山口地区で取れたリンゴがこの駅を介して上田駅へ運ばれ、国鉄の貨物（現：JR貨物）を介して日本全国に輸送されたが、トラックによる輸送が主体となると貨物駅としては使用されなくなっていた。
駅の廃止後は、敷地が上田交通の月額駐車場として利用され今に至っている。また、同駅は廃止後に上田交通→上電バスの停留所となったが、代替バス路線ではなく上田市内線のバス停である。

## 歴史
- 1927年（昭和2年）11月20日：開業。
- 1972年（昭和47年）2月19日：真田傍陽線の廃止に伴い、廃駅となる。

## 駅構造
1面2線のホームを有する地上駅で、貨物側線を併設していた。

## 隣の駅
上田交通
真田傍陽線
上田花園駅 - 北上田駅 - 川原柳駅